# Centropus ateralbus
Cucal-de-pescoço-branco ou cucal-alvinegro (Centropus ateralbus) é uma espécie de ave da família Cuculidae.
É endémica da Papua-Nova Guiné.
Os seus habitats naturais são: florestas subtropicais ou tropicais húmidas de baixa altitude.